# Kamienny Żleb (Małołączniak)

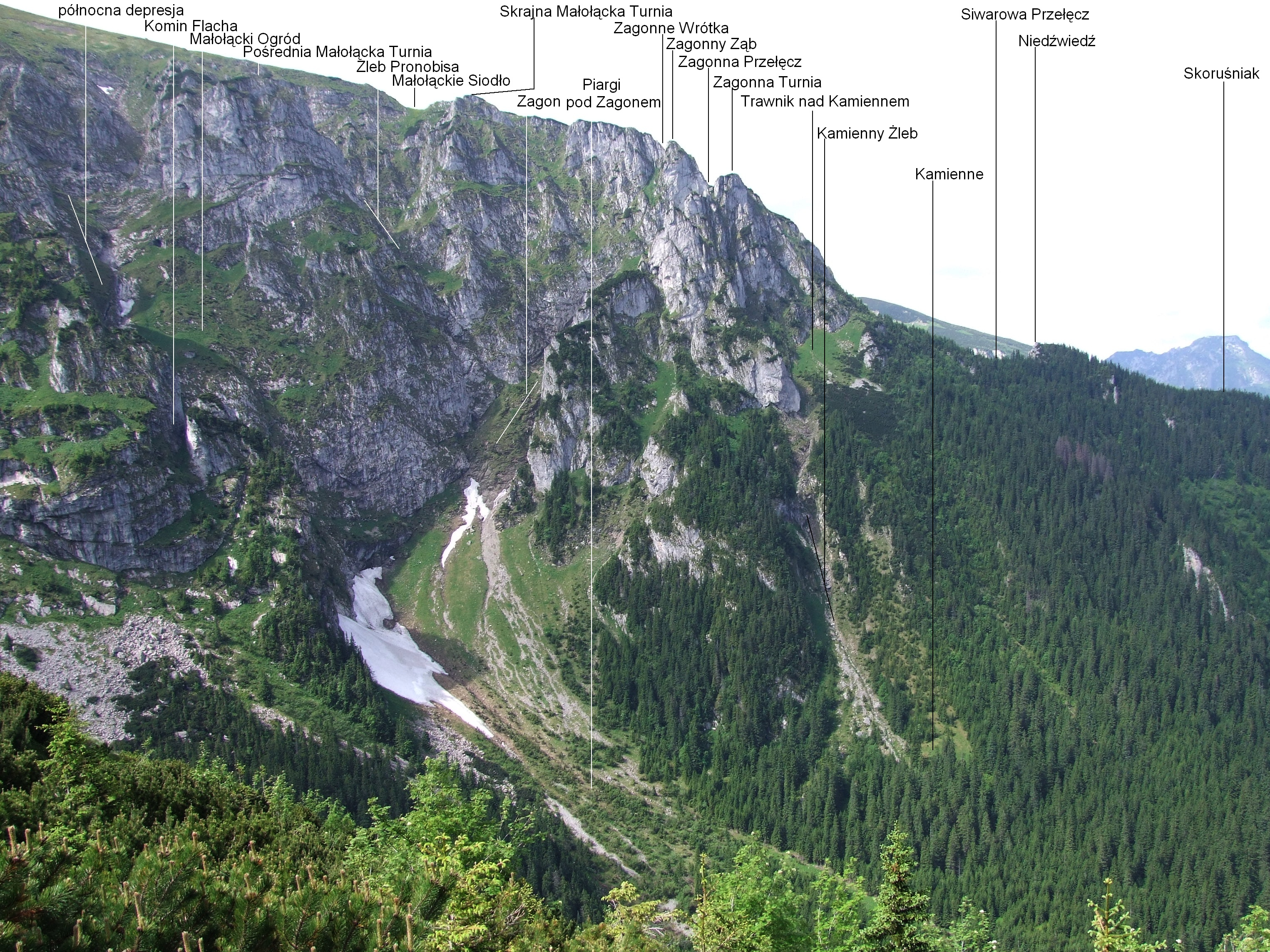
Widok ze wschodniej strony

Kamienny Żleb – żleb w Dolinie Małej Łąki w polskich Tatrach Zachodnich. Opada spod górnej części północno-wschodniego filara Zagonnej Turni do Wyżniego. Nazwa żlebu pochodzi od Kamiennego – dolnej części zbudowanego z łupków zbocza wznoszącego się po zachodniej stronie Wyżniego. W górnej, orograficznie prawej części żlebu, pod wielkim uskokiem filara Zagonnej Turni znajduje się Nyża z Kozicami, a na lewo, jeszcze wyżej, ponad zanikającym już żlebem – Trawnik nad Kamiennem.
Kamienny Żleb stanowi orograficznie lewe obramowanie północno-wschodniego filara Zagonnej Turni. Jego koryto jest skaliste, schodzące nim lawiny nie pozwalają na zarośnięcie go lasem. W górnej części jest płytki, niżej wcina się głęboko w zbocze Kamiennego, tworząc kanion zaklinowany dużym blokiem skalnym, widocznym z dna doliny. Dnem żlebu prowadzi jedna z dróg wspinaczkowych – łatwe podejście pod północną ścianę Zagonnej Turni.